# Nicole Flagothierová
Nicole Flagothier (* 9. ledna 1966 Lutych, Belgie) je bývalá reprezentantka Belgie v judu.

## Sportovní kariéra
Judu se věnovala vrcholově v Neupré nedaleko Lutychu. Dlouhá léta si držela pozici reprezentační jedničky v lehké váze. V roce 1992 startovala na olympijských hrách v Barceloně. V semifinále prohrála těsně body a v boji o 3. místo podlehla Japonce Tateno v boji na zemi. Obsadila 5. místo.
Po olympijských hrách v Barceloně jí doma v lehké váze vyrostly zdárné konkurentky (Marisabelle Lombaová, Inge Clementová). Pro olympijský rok 1996 tak hubla do nižší váhové kategorie, ve které dosahovala lepších výsledků než její hlavní rivalka Goossens. Belgickému svazu to však nestačilo a na olympijské hry v Atlantě nominovali Goossensovou. S tímto verdiktem se nedokázala smířit a bránila se soudně. Soud nakoncec v červenci, několik týdnů před hrami potvrdil platnost nominace Belgického svazu.
V roce 1997 pokračovala v nerespektování nominace Belgického svazu a nakonec se jí soudně podařilo vymoct start na mistrovství světa v Paříži, kde získala bronzovou medaili. Sportovní kariéru ukončila až hluboko po třicítce.

## Výsledky
| Turnaj             | 1986       | 1987       | 1988       | 1989       | 1990       | 1991       | 1992       | 1993       | 1994       | 1995       | 1996     | 1997     |
| Turnaj             | 20         | 21         | 22         | 23         | 24         | 25         | 26         | 27         | 28         | 29         | 30       | 31       |
| Turnaj             | lehká váha | lehká váha | lehká váha | lehká váha | lehká váha | lehká váha | lehká váha | lehká váha | lehká váha | lehká váha | plehká v | plehká v |
| ------------------ | ---------- | ---------- | ---------- | ---------- | ---------- | ---------- | ---------- | ---------- | ---------- | ---------- | -------- | -------- |
| Olympijské hry     |            |            |            |            |            |            | 5.         |            |            |            | —        |          |
| Mistrovství světa  | úč.        | úč.        |            | 7.         |            | 2.         |            | 7.         |            | —          |          | 3.       |
| Mistrovství Evropy | —          | 5.         | ?          | 7.         | 3.         | úč.        | 2.         | 3.         | —          | —          | 3.       | —        |